# Великий мышиный сыщик
«Великий мышиный сыщик» (англ. The Great Mouse Detective) — американский полнометражный мультипликационный фильм 1986 года по мотивам серии повестей детской писательницы Ив Тайтус «Бэзил с Бейкер-стрит», выходивших в свет с 1958 по 1982 год. 26-й мультфильм, созданный студией Walt Disney Feature Animation.

## Сюжет
Лондон, 1897 год. Девочка-мышка по имени Оливия празднует свой день рождения вместе с отцом, мистером Флэвершемом, который работает кукольным мастером. Но тут его неожиданно похищает хромая летучая мышь по имени Фиджет. В это же время в Лондон прибывает мышь-военврач в отставке Дэвид Доусон, который приехал в столицу после длительной службы в Афганистане. Сразу же после прибытия он встречает юную Оливию, в отчаянии пытающуюся найти Бэзила с Бэйкер-стрит, славящегося как величайший сыщик мышиного царства. Доктор Доусон и Оливия направляются к нему, и выясняется, что он живёт в доме Шерлока Холмса, во многом повторяя манеры своего именитого коллеги. Девочка просит Бэзила помочь ей найти отца. При ближайшем рассмотрении дела оказывается, что похититель — гений преступного мира, крыса Рэтиган. Следом Бэзил, доктор Доусон и Оливия отправляются верхом на псе Тоби, в магазин игрушек, где и находят первые улики. В ходе расследования Оливию похищает Фиджет и уносит в логово Рэтигана. После проведенного химического эксперимента Бэзил и Доусон находят Оливию, тем самым попадая в ловушку злодея и раскрывая его замысел: захватить власть в мышином царстве, убив королеву.

## Актёрский состав
| Персонаж мультфильма                   | Персонаж Конан Дойла | Актёр озвучивания                                    |
| -------------------------------------- | -------------------- | ---------------------------------------------------- |
| Бэзил                                  | Шерлок Холмс         | Барри Ингем                                          |
| Доктор Дэвид Доусон                    | Доктор Ватсон        | Вэл Беттин                                           |
| Оливия Флавершем                       |                      | Сьюзан Полатчек                                      |
| Мастер Флавершем                       |                      | Алан Янг                                             |
| профессор Рэтиган                      | Профессор Мориарти   | Винсент Прайс                                        |
| Фиджет                                 | Джонатан Смолл       | Кэнди Кандидо                                        |
| Королева                               | королева Виктория    | Ева Бреннер                                          |
| Миссис Джадсон                         | миссис Хадсон        | Дайан Чесни                                          |
| приспешники бандитов                   |                      | Тони Ансельмо Уэйн Оллвайн Уокер Эдмистон Вэл Беттин |
| поющие слизняк, паук, таракан и цикада |                      | Брайан Каммингс (в титрах не указан)                 |

## Персонажи
Бэзил с Бейкер-Стрит — главный герой мультфильма, знаменитый мышиный сыщик. Его образ основан на вымышленном сыщике Шерлоке Холмсе. На протяжении развития всей сюжетной линии его основные задачи заключаются в поимке профессора Рэтигана, спасении отца Оливии, Хирама Флавершема, а также в предотвращении убийства мышиной королевы Виктории.
Доктор Дэвид К. Доусон — мышь-хирург, ранее служил в шестьдесят шестом королевском полку в Афганистане. Основан на докторе Джоне Х. Ватсоне из историй о Шерлоке Холмсе. Доусона восхищают методы раскрытия преступлений, созданные Бэзилом и активно им же практикуемые. В конце концов, он становится лучшим другом, помощником и личным биографом гениального детектива (в фильме аниматоры смоделировали характер Доусона лишь после создания его облика и внешнего вида).
Оливия Флавершем — маленькая мышка шотландского происхождения, которая обращается к Бэзилу с просьбой разыскать её похищенного отца.
Хирам Флавершем — любящий отец Оливии. Лучший мастер по изготовлению заводных игрушек. В начале фильма его похищает Фиджет, чтобы Хирам создал механическую копию мышиной королевы Виктории, необходимую для воплощения коварных планов Рэтигана. Хирам пытается сопротивляться, пока Рэтиган не начнет шантажировать жизнью его дочери.
Профессор Рэтиган — самый главный злодей. Он — крыса, но требует, чтобы его называли мышью (в формальном варианте говорится, что он не любит своих сородичей). Злобный, коварный, исключительно изобретательный. Его образ основан на образе профессора Джеймса Мориарти из записок о Шерлоке Холмсе. Рэтиган стремится захватить контроль над британской мышиной монархией, для чего и заставляет похищенного Флавершема работать на себя. В конце фильма, после ожесточенного боя с Бэзилом, падает с Биг Бена вместе с ним и разбивается насмерть. Этот эпизод создан по аналогии с одним из рассказов о Шерлоке Холмсе, имеющим название «Последнее дело».
Фиджет — летучая мышь. Сподручник Рэтигана. Делает всю грязную работу за своего босса. Фиджет — калека. Вместо одной ноги у него деревянный костыль, а левое крыло сломано. Тем не менее, он всё ещё способен кое-как летать. В конце фильма Рэтиган бросает Фиджета из летающей машины в Темзу. Установлено (хотя в книге, а не в кино), что он пережил падение (как именно, не объясняется). Вероятно, в фильме он тоже погибает.
Мышиная королева Виктория — мышиная королева Англии, чей трон и пытается занять Рэтиган. Она является пародией на королеву Викторию и по фильму её юбилей совпадает с юбилеем реальной Виктории (что можно понять по украшениям Букингемского дворца).
Госпожа Джадсон — экономка Бэзила. Она обожает его, но бывает очень раздражена, когда он плохо обращается с её лучшими подушками, стреляя по ним из пистолета. Её прототип — миссис Хадсон.
Тоби — выдрессированный Бэзилом бассет-хаунд, живёт этажом выше своего мышиного прототипа. Служит Бэзилу транспортным средством.
Фелиция — массивная толстая кошка с голубым бантиком, любимица Рэтигана. Он подзывает её звоном колокольчика для расправы над своими врагами и предателями. Обычно он даёт ей съедать тех, кто, по его словам, огорчает его. В конце фильма она, убегая от Тоби, по неосторожности забегает в собачий питомник, где собаки разрывают её в клочья.
Бартоломео — один из приспешников Рэтигана. В начале фильма, во время песни Рэтигана, порядком пьяный Бартоломео называет своего босса «крысой». В ярости Рэтиган вышвыривает его на улицу, сказав: «О, дорогой Бартоломео, как я боюсь, что твой обморок огорчит меня!» — и призывает Фелицию, и та съедает опьяневшего воришку.
При этой ситуации он был ещё жив, так как слышалось его рыгание из Фелиции.

## Создатели
- Композитор — Генри Манчини
- Продюсер (англ. Produced by) — Барни Маттинсон
- Режиссёры (англ. Directed by) — Джон Маскер, Дэйв Миченер, Рон Клементс, Барни Маттинсон

## Сборы и показ на ТВ
При небольшом бюджете в $14 миллионов собрал $50 миллионов, принеся прибыль при первом кинотеатральном выпуске более 25 миллионов. При повторном выходе в кинотеатрах собрал $13,3 миллиона.

### Телепоказ
Мультфильм был показан в США на телеканалах Disney Channel и на ABC (англ. American Broadcasting Company), а в Великобритании — на BBC и ITV.
В России в 1990-е годы мультфильм показывали по кабельному телевидению, в том числе на 51 канале в одноголосом закадровом переводе Алексея Михалёва. Версия мультфильма с дубляжем демонстрировалась на канале ТВ-3 29 июля 2006 года, 22 июля 2007 года, 4 января и 25 декабря 2009 года утром.

## Награды
- 1987 Фильм участвовал в кинофестивале: Motion Picture Sound Editors, USA, победил и получил награду Golden Reel Award — Best Sound Editing — Animated Feature.[3]

## Отзыв критика
«Великий мышиный сыщик». Это динамичное, точно срежиссированное комедийное приключение шерлоковидного мышонка, его помощников и их противника а-ля Мориарти — по-театральному эпатажного профессора Ратигана. С лёгкостью и задором фильм демонстрирует отличный темпоритм, а финал, когда герои сражаются на Биг-Бене, визуально необыкновенно экспрессивен (благодаря компьютерным спецэффектам).
— Леонард Молтин «О мышах и магии. История американского рисованного фильма»

## Перезапуск
Летом 2019 года пошли слухи о ремейке мультфильма «Великий мышиный сыщик» с живыми актёрами.